# Guemps
Guemps é uma comuna francesa na região administrativa de Altos da França, no departamento de Pas-de-Calais. Estende-se por uma área de 15,89 km². Em 2010 a comuna tinha 1 107 habitantes (densidade: 69,7 hab./km²).